# Воздвиженский мост (Ярославль)
Воздвиженский мост — автомобильно-пешеходный мост через Воздвиженский овраг в Ярославле, над Флотским спуском, часть Волжской набережной.
Памятник архитектуры регионального значения.

## История
Первый каменный мост через Воздвиженский съезд к Волге был построен в 1820-х годах в ходе благоустройства Волжской набережной по инициативе губернатора Александра Безобразова. Он представлял из себя монументальное сооружение на высоких массивных столбах и, по отзывам современников, его вид был «нелишенным некоторой своеобразной красоты».
Название Воздвиженский (с вариантом Крестовоздвиженский) мост и съезд получили по находящейся у начала съезда церкви Воздвижения Креста Господня.
В 1910 году мост был перестроен, приняв современный вид.

## Галерея

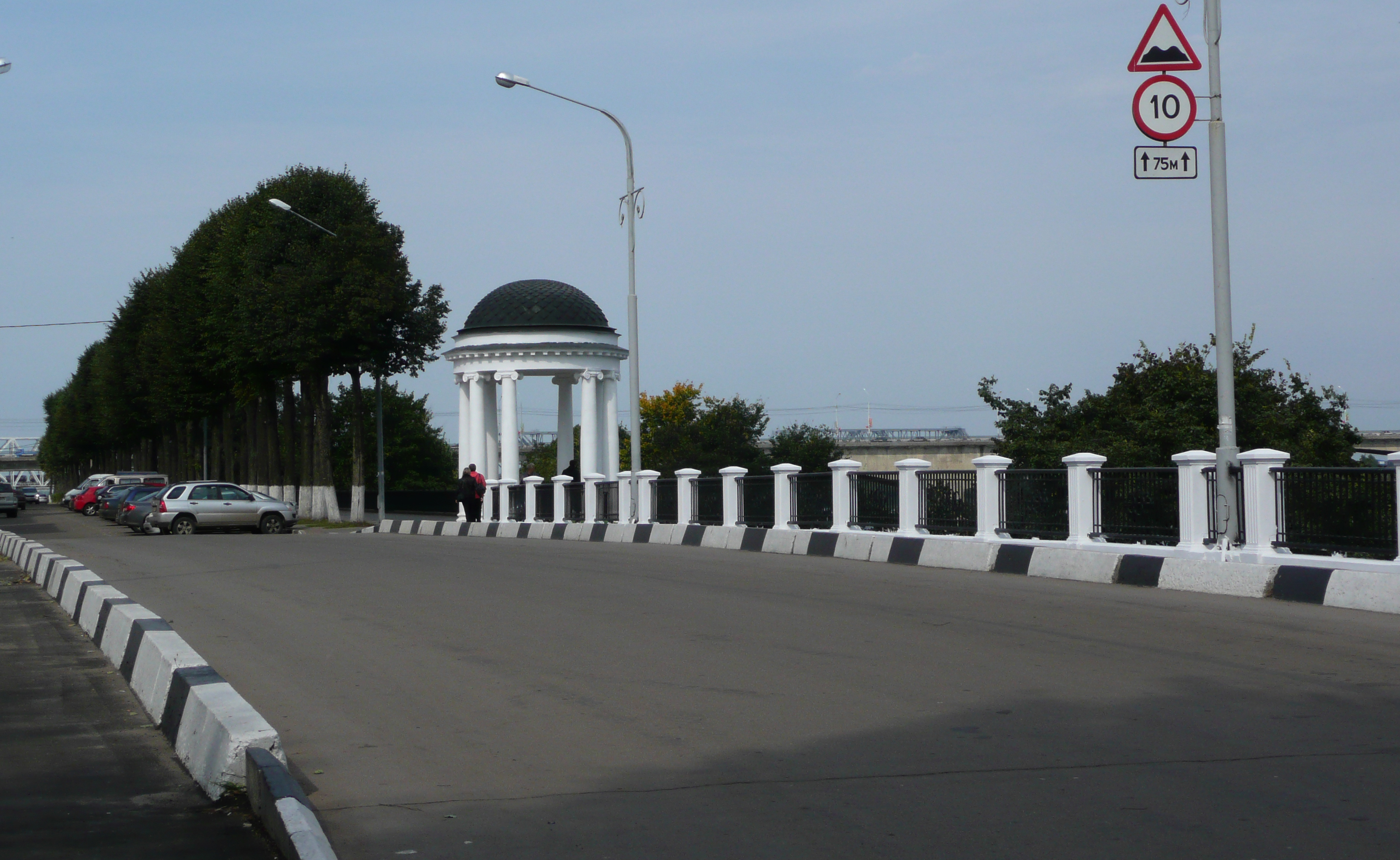
Проезд по мосту
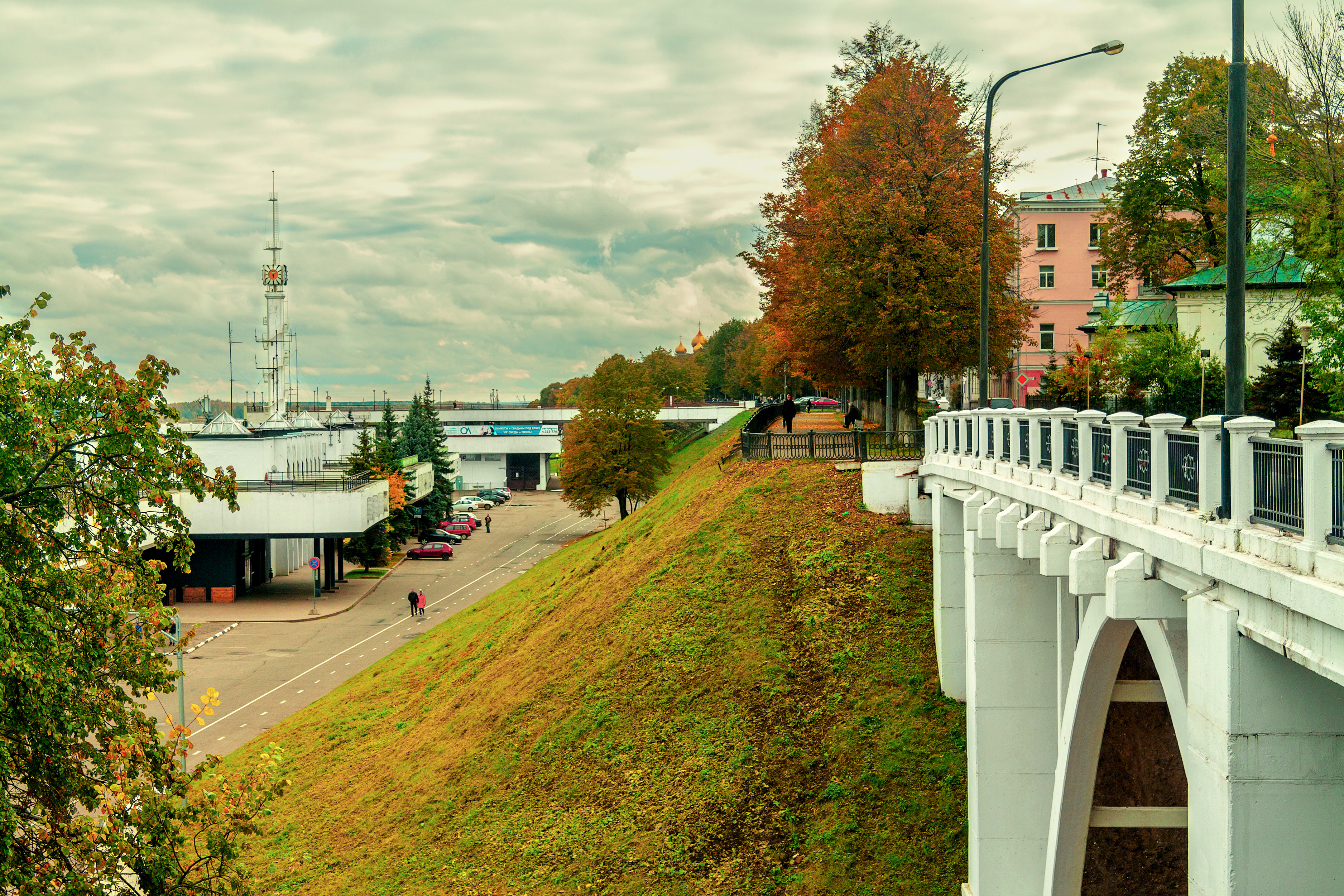
Вид на мост с верхнего яруса набережной
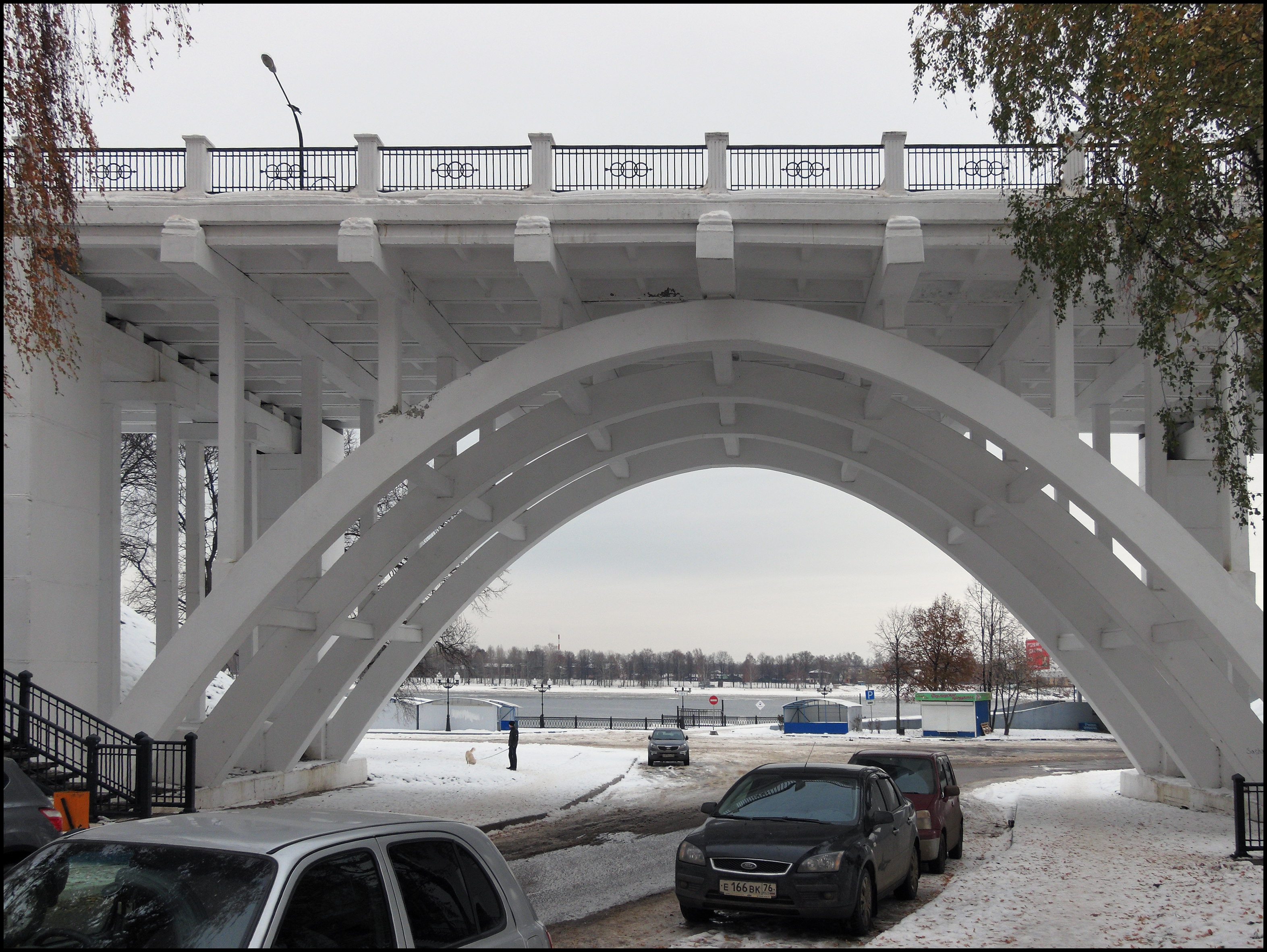
Арка моста
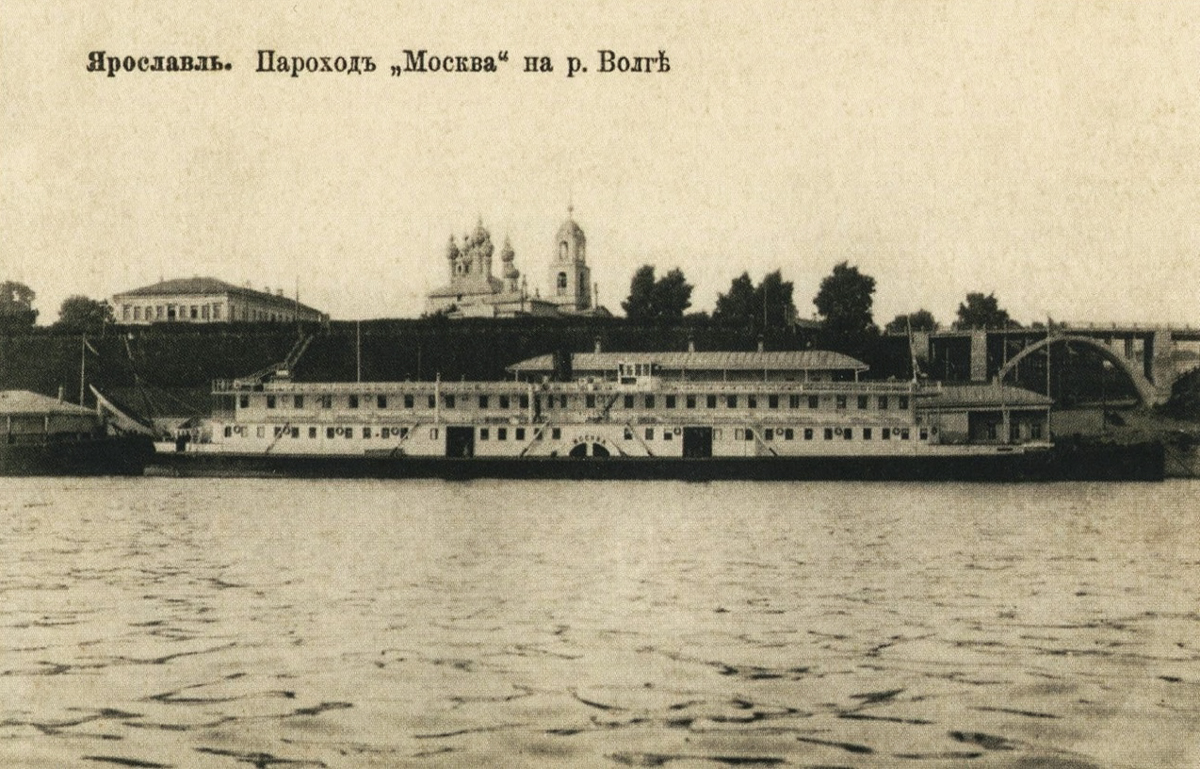
Мост в начале XX века